# Angelo Todaro

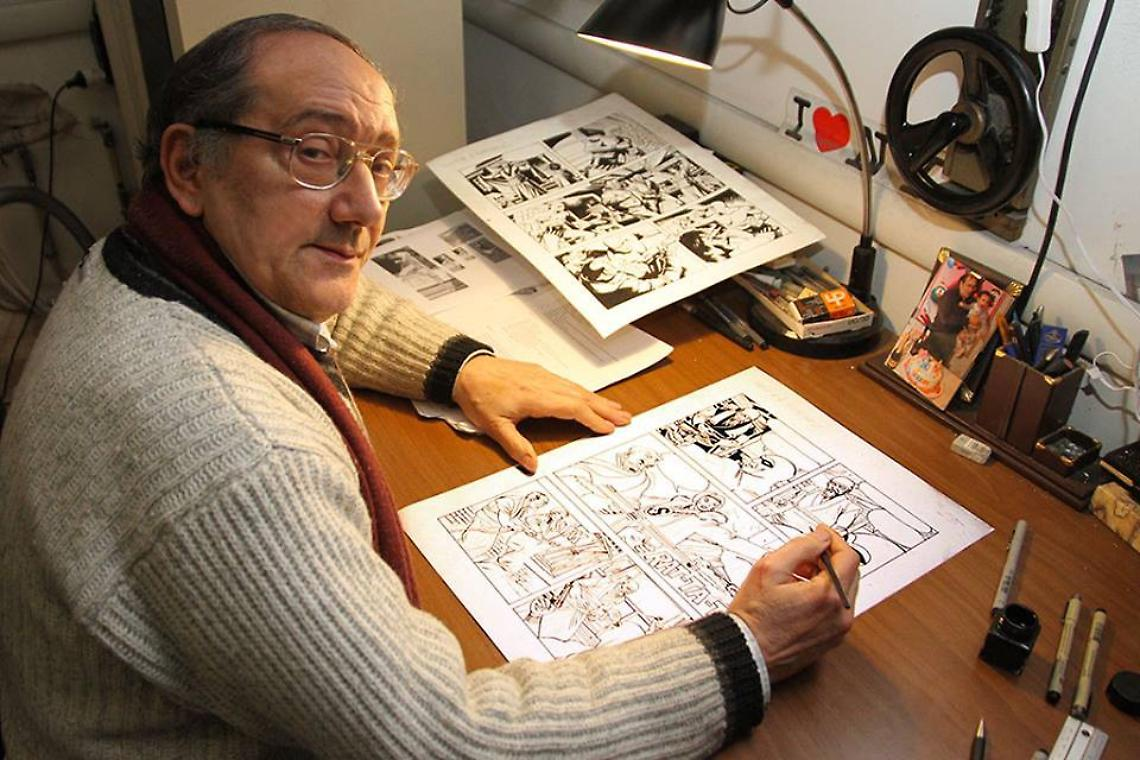
Angelo Todaro

Angelo Raffaele Todaro, noto anche con lo pseudonimo di Paul Bennett (Fragagnano, 17 dicembre 1945 – Martina Franca, 22 marzo 2025), è stato un fumettista e saggista italiano.

## Biografia
Nato nel 1945 a Fragagnano, in provincia di Taranto, agli inizi degli anni sessanta si trasferì a Roma per frequentare il liceo artistico; nel 1964 esordì come disegnatore di fumetti realizzando per la Co.F.Edit alcuni albi della serie Gordon Schott e, nel 1966, della serie Alika; nel 1967 iniziò a collaborare con la casa editrice Fratelli Spada disegnando storie di Mandrake in quanto la produzione originale americana non è sufficiente per l'editore italiano; realizzerà anche qualche storia di Phantom e Rip Kirby. 
Nel 1969 conobbe Alberto Giolitti che lo inserì nel suo studio per il quale cominciò a disegnare la serie poliziesca FBI e altre di genere western come Lasso e Buffalo Bill per l'editore tedesco Basteï Verlag; successivamente per l'editore inglese IPC realizza storie di genere bellico che verranno pubblicate anche in Italia dall'Editoriale Dardo nella Collana Eroica, oltre ad altre di genere sportivo come Martin's Marvellous Mini per la collana Tiger. 
Insieme a Giolitti realizza una trasposizione a fumetti della serie Star Trek e la serie Turok, per l'editore statunitense Western Publishing; per questa collana realizzò diversi albi a matita, ripassati poi ad inchiostro da Giolitti; entrambe le serie verranno pubblicate parzialmente anche Italia dai Fratelli Spada nella serie Albi Spada durante gli anni settanta. 
Negli anni Ottanta ha collaborato dietro le quinte — senza essere accreditato — con grandi maestri come Giovanni Ticci (anch’egli formatosi nello Studio Giolitti), aiutandolo a rispettare le scadenze nella lavorazione della storia di Tex (Fuga da Anderville), pubblicata sul numero 299 della serie nel settembre 1985, realizzando le matite di circa cinquanta tavole. 
Rientrato a Taranto a metà degli anni ’70, diede vita alla TFT Films s.n.c., un’agenzia operativa dal 1978 al 1994, specializzata nella produzione di spot animati per le emittenti televisive locali. L’attività raggiunse il suo apice alla fine degli anni Ottanta. Tra i collaboratori principali si distinsero i tarantini Sal Velluto e Vincenzo Nisco, insieme a Stefano Federici, bolognese di origine ma legato alla città jonica. Tra i lavori più curiosi realizzati dalla TFT a Taranto spicca uno spot pubblicitario in cui comparivano i celebri personaggi dei Flintstones — conosciuti in Italia come Gli Antenati — con Fred, Wilma e la piccola Pebbles protagonisti di una campagna dedicata a una linea di scarpe per bambini. 
Contemporaneamente realizzò anche fumetti erotici come Oltretomba, Terror, Terror Blu per la Ediperiodici e poi per la Edifumetto, editori per i quali lavorò fino agli anni novanta  . Lavora anche per l'Editoriale Corno disegnando un numero della serie Kriminal  ma interrompe la collaborazione per la difficoltà a uniformarsi allo stile del disegnatore principale della serie, Magnus. 
Alla fine degli anni ’90 si trasferisce in Malesia, dove contribuisce alla realizzazione di un parco a tema, curando la progettazione visiva dei personaggi in qualità di character designer.
Rientrato in Italia, si dedica alla realizzazione di riviste a tema turistico, di costume e sportivo, affiancando questa attività alla creazione di storie illustrate a sfondo storico e fantasy. 
Ha anche scritto vari saggi storici: «Hitler, il preludio», «Arma totale» (storia dell'energia e della bomba atomica), "Tobruk", "El Alamein", "Rommel e gli Italiani in Africa settentrionale", "Il sogno e la Storia" - storia di Roma repubblicana, "La via della seta, ieri e oggi".
Nel 2016 ha iniziato a collaborare con l'editore australiano, Frew Publications, disegnando nuove storie della serie a fumetti Phantom, pubblicate recentemente anche in Italia dall’editore Cosmo. 

## Opere
- El Alamein: la fine di un sogno (1995, Italia Editrice)
- Arma totale (2006, Italia Editrice)
- Adolf Hitler. Il preludio (2007, Italia Editrice)
- Tobruk (2008, Italia Editrice)
- Filidelia e i suoi fratelli (2017, Scorpione Editrice)
- Rommel Panzergruppe Afrika (2020, Italia Editrice)
- Doppio livello. Una crociera all'inferno (2022, Italia Editrice)
- La borsa degli dèi (2022, Italia Editrice)
- Cleomene. L'ultimo re della grande Sparta (2022, Italia Editrice)
- Luftwaffe. L'aviazione militare tedesca 1933-1940 (2022, Italia Editrice)
- La via della seta ieri ed oggi (2023, Italia Editrice)
- Hattusa. La città scomparsa (2024, Italia Editrice)
- Anja, la guerriera di Balkah (Italia Editrice)